# Neuron soundware
Neuron soundware je česká firma, která vyvíjí pomocí umělé inteligence systém na detekci poruch strojů v reálném čase. Nahrává provozní zvuky senzory a následně je automaticky analyzuje. Zjištěné poruchy nahlásí a tím poskytuje prevenci větších poruch a havárií. Technologie je vhodná pro motory automobilů, větrných turbín atd. V roce 2017 začaly produkt testovat české firmy z oblasti automotive a německé firmy Siemens a Deutsche Bahn.

## Ocenění
Firma získala řadu ocenění:
- 2016 – 1. místo v soutěžích Vodafone nápad roku a Česká spořitelna „Nejlepší startup roku“[7]
- 2017 – inkubace v akcelerátoru StartupYard a investice 600 tisíc eur od investičního fondu J&T Ventures I[8][9]
- 2018 – Gartner zařadil Neuron soundware do reportu Cool Vendors in Acoustic Technologies for Predictive Maintenance [10]
- 2018 – 3. místo v evropské soutěží startupů „Power Up“[11]
- 2019 – získala Round A investici ve výši 5.75 mil. EUR